# Pablo Honey
Pablo Honey és el primer LP d'estudi de la banda britànica Radiohead, llançat el 22 de febrer de 1993. En la portada apareix la cara Tim Coates, fill d'un amic íntim dels membres de la banda. El disc inclou el seu èxit més important, el senzill "Creep". Totes les cançons de l'àlbum van ser escrites per Thom Yorke.

## Informació
A principis dels anys 90, mentre els membres de On a Friday encara estudiaven a la universitat, realitzaven petits concerts en locals d'Oxford i gravaven algunes demos. Finalment van signar un contracte amb EMI/Parlophone i van canviar el seu nom per Radiohead. El primer llançament oficial de la banda fou l'EP Drill però les seves vendes són molt mediocres. Sota la producció de Paul Kolderie i Sean Slade van començar a preparar el seu àlbum de debut. Molt abans de la seva publicació, el grup va avançar el seu primer senzill titulat "Creep" a finals del 1992. Tot i les esperances dipositades en la cançó, l'emissora de ràdio BBC Radio 1 va posar la cançó en la seva llista negra perquè la trobaven massa depressiva. Aprofitant moltes de les cançons que havien compost mentre s'anomenaven On a Friday, el grup va acabar d'enregistrar la resta de l'àlbum relativament ràpid. Les versions estatunidenques de l'àlbum tenen una versió especial de "Creep", en la qual el fuckin (maleïdament) pronunciat abans del cor és reemplaçat per very. El tema "Creep" va sorgir accidentalment, ja que era una cançó que Jonny Greenwood odiava i tractava d'arruïnar amb sorolls discordants, així va néixer el punteig distorsionat, que canvia el ritme del tema.
Cap a l'any 1993, la música alternativa estava en una època dolça, però Pablo Honey va passar força desapercebut malgrat tenir certes crítiques positives. Com la majoria de grups alternatius d'aquesta època, se'ls va etiquetar com a descendents de Nirvana i Pearl Jam tot i no tenir gaires punts en comú. El gran èxit del primer senzill, "Creep", va eclipsar la resta de cançons de l'àlbum. Tanmateix, els membres de Radiohead estaven força desanimats a causa d'aquest fet. En diversos directes van poder comprova que després de tocar aquesta cançó, molt públic abandonava els concerts. Amb el pas dels anys, aquesta situació va ser insostenible pel grup, que finalment va decidir eliminar la cançó de la llista de cançons que tocaven en els concerts.
Els posteriors treballs produïts per Radiohead han provocat que Pablo Honey quedi en un segon pla dins la seva discografia. El grup considera que es nota la seva manca d'experiència i una producció deficient, de manera que no estan gaire orgullosos del disc.

## Llista de cançons
Totes les cançons foren escrites i compostes per Radiohead. 
| Núm.          | Títol                    | Composició                                 | Durada |
| ------------- | ------------------------ | ------------------------------------------ | ------ |
| 1.            | «You»                    |                                            | 3:27   |
| 2.            | «Creep»                  | Radiohead, Albert Hammond i Mike Hazlewood | 3:55   |
| 3.            | «How Do You?»            |                                            | 2:11   |
| 4.            | «Stop Whispering»        |                                            | 5:25   |
| 5.            | «Thinking About You»     |                                            | 2:41   |
| 6.            | «Anyone Can Play Guitar» |                                            | 3:37   |
| 7.            | «Ripcord»                |                                            | 3:09   |
| 8.            | «Vegetable»              |                                            | 3:12   |
| 9.            | «Prove Yourself»         |                                            | 2:25   |
| 10.           | «I Can't»                |                                            | 4:13   |
| 11.           | «Lurgee»                 |                                            | 3:07   |
| 12.           | «Blow Out»               |                                            | 4:41   |
| Durada total: | Durada total:            | Durada total:                              | 42:11  |

## Personal
- Thom Yorke – cantant, guitarra
- Jonny Greenwood – guitarra principal, piano, òrgan
- Ed O'Brien – guitarra, veus addicionals
- Colin Greenwood – baix
- Phil Selway – bateria